# Schlüchtern
Schlüchtern is een gemeente in de Duitse deelstaat Hessen, gelegen in de Main-Kinzig-Kreis. De stad telt 15.847 inwoners.

## Geografie
Schlüchtern heeft een oppervlakte van 113,33 km² en ligt in het centrum van Duitsland, iets ten westen van het geografisch middelpunt.
Bad Orb · Bad Soden-Salmünster · Biebergemünd · Birstein · Brachttal · Bruchköbel · Erlensee · Flörsbachtal · Freigericht · Gelnhausen · Großkrotzenburg · Gründau · Hammersbach · Hanau · Hasselroth · Jossgrund · Langenselbold · Linsengericht · Maintal · Neuberg · Niederdorfelden · Nidderau · Rodenbach · Ronneburg · Schlüchtern · Schöneck · Sinntal · Steinau an der Straße · Wächtersbach